# Hanói-Hanói (álbum)
Hanói-Hanói é o primeiro álbum musical da banda homônima brasileira de Rock N' Roll. Foi lançado em formato LP em 1986 pelo selo RCA Victor.
Apesar de incluir dois dos maiores sucessos da banda, Totalmente Demais (posteriormente regravado por Caetano Veloso) e "Bla, bla, blá... Eu Te Amo" (mais conhecido pela interpretação de Lobão, com o título "Rádio Blá"), esse álbum teve apenas 30 mil cópias vendidas.
Em 2017, o álbum foi re-lançado em formato CD com três músicas inéditas.

## Recepção da crítica
Tom Leão, da revista Bizz, destacou que "o disco traz de tudo um pouco: funk, rock, balada, ska, reggae, tudo executado com muita competência por ótimos músicos e recheado por boas letras a cargo de Arnaldo e Tavinho Paes".

## Faixas
| Lado A |                              |                                             |         |  |
| N.º    | Título                       | Compositor(es)                              | Duração |  |
| 1.     | "Partido Verde Alemão"       | Arnaldo Brandão, Claudio Zoli, Tavinho Paes | 4:23    |  |
| 2.     | "Blá, Blá, Blá... Eu Te Amo" | Arnaldo Brandão, Lobão, Tavinho Paes        | 4:01    |  |
| 3.     | "Bonsucesso '68"             | Arnaldo Brandão, Tavinho Paes               | 3:51    |  |
| 4.     | "Meio Prazer, Meio Ciúme"    | Arnaldo Brandão, Tavinho Paes               | 4:13    |  |
| 5.     | "Caprichos de Loucura"       | Arnaldo Brandão, Chacal                     | 3:41    |  |

| Lado B |                         |                                                 |         |  |
| N.º    | Título                  | Compositor(es)                                  | Duração |  |
| 6.     | "Totalmente Demais"     | Arnaldo Brandão, Robério Rafael, Tavinho Paes   | 3:01    |  |
| 7.     | "Nem Sansão Nem Dalila" | Arnaldo Brandão, Cazuza, Torquato De Mendonça   | 3:38    |  |
| 8.     | "Spartana"              | Arnaldo Brandão, Robério Rafael, Tavinho Paes   | 2:52    |  |
| 9.     | "Batom"                 | Arnaldo Brandão, Paulo Zdanowski, Tavinho Paes  | 2:49    |  |
| 10.    | "Testemunha"            | Affonsinho, Arnaldo Brandão, Pena, Tavinho Paes | 3:07    |  |

| Faixas-Bônus (Relançamento em CD de 2017) |                             |                                               |         |  |
| N.º                                       | Título                      | Compositor(es)                                | Duração |  |
| 11.                                       | "Totalmente Demais (remix)" | Arnaldo Brandão, Robério Rafael, Tavinho Paes | 4:25    |  |
| 12.                                       | "Caso de Jane Y Julia"      | Arnaldo Brandão, Tavinho Paes                 | 3:27    |  |
| 13.                                       | "Renascença Rock"           | Arnaldo Brandão, Tavinho Paes                 | 3:38    |  |
| 14.                                       | "Fique Na Sua"              | Arnaldo Brandão, Tavinho Paes                 | 3:12    |  |

## Créditos Musicais
- Arnaldo Brandão - Vocais principais, Baixo Elétrico, Teclados
- Affonsinho - Guitarras e Voz
- Pena - Bateria e Voz